# Ladomedaeus serratus
Ladomedaeus serratus is een krabbensoort uit de familie van de Xanthidae. De wetenschappelijke naam van de soort is voor het eerst geldig gepubliceerd in 1965 door Sakai.